# Liste der Stolpersteine in Kastellaun
Die Liste der Stolpersteine in Kastellaun enthält alle 20 Stolpersteine, welche von Gunter Demnig am 22. September 2009 in Kastellaun verlegt wurden. Sie sollen an die Opfer des Nationalsozialismus erinnern, die in Kastellaun ihren letzten bekannten Wohnsitz hatten, bevor sie deportiert, ermordet, vertrieben oder in den Suizid getrieben wurden.
Hinweis: Die Liste ist sortierbar. Durch Anklicken eines Spaltenkopfes wird die Liste nach dieser Spalte sortiert, zweimaliges Anklicken kehrt die Sortierung um. Durch das Anklicken zweier Spalten hintereinander lässt sich jede gewünschte Kombination erzielen.

## Liste der Stolpersteine
| Adresse              | Name                                      | Inschrift                                       | Bild | Biografie und Anmerkungen |
| -------------------- | ----------------------------------------- | ----------------------------------------------- | --- | ------------------------- |
| Zeller Straße 4 ·    | Jakob Forst Jg. 1881                      | Deportiert 1942 Izbica Ermordet                 | Bild gesucht Der Benutzer GeorgDerReisende ( Diskussion ) wünscht sich an dieser Stelle ein Bild vom Ort mit diesen Koordinaten 50.070136 7.442053 . Motiv: Zeller Straße 4: die Stolpersteine für die Familie Forst, die Lage und das Haus Falls du dabei helfen möchtest, erklärt die Anleitung , wie das geht. BW      |                           |
| Zeller Straße 4 ·    | Rosa Forst geb. Bär Jg. 1893              | Deportiert 1942 Izbica Ermordet                 | |                           |
| Zeller Straße 4 ·    | Manfred Forst Jg. 1924                    | Deportiert 1942 Izbica Ermordet                 | |                           |
| Zeller Straße 4 ·    | Bella Forst Jg. 1928                      | Deportiert 1942 Izbica Ermordet Für tot erklärt | |                           |
| Zeller Straße 4 ·    | Hannelore Forst Jg. 1931                  | Deportiert 1942 Izbica Ermordet Für tot erklärt | |                           |
| Marktstraße 5 ·      | Siegmund Forst Jg. 1879                   | Deportiert 1942 Izbica Ermordet                 | |                           |
| Marktstraße 17 ·     | Heinrich Seligmann Jg. 1880               | Deportiert 1942 Izbica Ermordet                 | Bild gesucht Der Benutzer GeorgDerReisende ( Diskussion ) wünscht sich an dieser Stelle ein Bild vom Ort mit diesen Koordinaten 50.071696 7.440228 . Motiv: Marktstraße 17: die Stolpersteine für die Familie Seligmann, die Lage und das Haus Falls du dabei helfen möchtest, erklärt die Anleitung , wie das geht. BW   |                           |
| Marktstraße 17 ·     | Hertha Löb geb.Seligmann Jg. 1910         | Deportiert 1942 Izbica Ermordet                 | |                           |
| Marktstraße 17 ·     | Otto Löb Jg. 1905                         | Deportiert 1942 Izbica Ermordet                 | |                           |
| Marktstraße 17 ·     | Ruth Löb Jg. 1936                         | Deportiert 1942 Izbica Ermordet                 | |                           |
| Marktstraße 22 ·     | Albert Katzenstein Jg. 1874               | Deportiert 1942 Treblinka Ermordet              | Bild gesucht Der Benutzer GeorgDerReisende ( Diskussion ) wünscht sich an dieser Stelle ein Bild vom Ort mit diesen Koordinaten 50.071856 7.440383 . Motiv: Marktstraße 22: die Stolpersteine für die Familie Katzenstein, die Lage und das Haus Falls du dabei helfen möchtest, erklärt die Anleitung , wie das geht. BW |                           |
| Marktstraße 22 ·     | Jenny Katzenstein Jg. 1877                | Deportiert 1942 Treblinka Ermordet              | |                           |
| Marktstraße 22 ·     | Ella Jacobson geb.Katzenstein Jg. 1902    | Deportiert 1941 Lodz Ermordet                   | |                           |
| Marktstraße 22 ·     | Walter Jacobson Jg. 1899                  | Deportiert 1941 Lodz Ermordet                   | |                           |
| Hasental 11 ·        | Franziska Wolf geb. Hammerschlag Jg. 1882 | Deportiert 1942 ??? Ermordet                    | Bild gesucht Der Benutzer GeorgDerReisende ( Diskussion ) wünscht sich an dieser Stelle ein Bild vom Ort mit diesen Koordinaten 50.070615 7.439792 . Motiv: Hasental 11: die Stolpersteine für die Familie Wolf, die Lage und das Haus Falls du dabei helfen möchtest, erklärt die Anleitung , wie das geht. BW           |                           |
| Hasental 11 ·        | Ludwig Wolf Jg. 1885                      | Verhaftet 1942 Sachsenhausen Ermordet           | |                           |
| Hasental 11 ·        | Ilse Wolf Jg. 1923                        | Deportiert 1942 Sobibor Ermordet                | |                           |
| Spesenrother Weg 1 · | Rosalie Hirsch geb. Lorch Jg. 1873        | Deportiert 1942 Izbica Ermordet                 | Bild gesucht Der Benutzer GeorgDerReisende ( Diskussion ) wünscht sich an dieser Stelle ein Bild vom Ort mit diesen Koordinaten 50.071078 7.442793 . Motiv: Spesenrother Weg 1: die Stolpersteine für die Familie Hirsch, die Lage und das Haus Falls du dabei helfen möchtest, erklärt die Anleitung , wie das geht. BW  |                           |
| Spesenrother Weg 1 · | Betty Hirsch Jg. 1903                     | Deportiert 1942 ??? Ermordet                    | |                           |
| Spesenrother Weg 1 · | Irma Hirsch Jg. 1905                      | Deportiert 1942 Lodz Ermordet                   | |                           |